# Стивенс, Уилл
Уильям Стивенс, известен как Уилл Стивенс (англ. Will Stevens; 28 июня 1991, Рочфорд, Эссекс), британский автогонщик, выступавший в Формуле-1 за команды Caterham и Manor Marussia F1.

## Ранние годы

### Картинг
Стивенс начал свою гоночную карьеру в 2003 году в возрасте 12 лет в картинге. После одного года гонок в Национальном кадетском чемпионате он присоединился к Rotax Mini Max. После гонки в многих различных чемпионатах в Великобритании и за её пределами он присоединился к Формуле Renault 2.0.

### Формула-1

#### 2014
В октябре 2014 года Marussia F1 объявила, что Стивенс присоединился к команде в качестве резервного гонщика для оставшейся части сезона 2014 года. Они изначально планировали запустить его в первой практике на Гран-при Японии, однако они не смогли вернуть соответствующие документы в FIA.
В ноябре он дебютировал за Caterham F1 в Абу-Даби. Он закончил гонку на 17 месте с отставанием в один круг.

#### 2015
В феврале 2015 года команда Manor Marussia F1 объявила Стивенса в качестве одного из своих пилотов, наряду с Роберто Мери. Manor Marussia не соревновался в Австралии из-за технических проблем. В Малайзии Стивенс выступал на 1 практике. Тем не менее, он не выступал в квалификации и гонке из-за проблем с топливной системой. В Гран-при Китая Стивенс закончил свою первую гонку за Manor Marussia на 15-м месте впереди Мери. Стивенс финишировал впереди Мери в Бахрейне и Испании. Он финишировал после Мери в Монако 16-м. В Канаде он квалифицировался после своего напарника по команде но стал 17-м из-за пенальти Дженсона Баттона, Себастьяна Феттеля и Макса Ферстаппена. В гонке на 52-м круге Стивенс столкнулся с Романом Грожаном из Lotus. Грожан получил 5-секундный штраф. Стивенс в итоге финишировал 17-м. После гонки Грожан извинился перед Стивенсом.

## Результаты в Формуле-1
| Сезон | Команда                | Шасси          | Двигатель                       | Ш | 1       | 2      | 3      | 4      | 5      | 6      | 7      | 8        | 9      | 10     | 11     | 12     | 13     | 14     | 15     | 16       | 17     | 18     | 19     | Место | Очки |
| ----- | ---------------------- | -------------- | ------------------------------- | - | ------- | ------ | ------ | ------ | ------ | ------ | ------ | -------- | ------ | ------ | ------ | ------ | ------ | ------ | ------ | -------- | ------ | ------ | ------ | ----- | ---- |
| 2014  | Caterham F1 Team       | Caterham CT05  | Renault Energy F1‑2014 1.6 V6 t | P | АВС     | МАЛ    | БАХ    | КИТ    | ИСП    | МОН    | КАН    | АВТ      | ВЕЛ    | ГЕР    | ВЕН    | БЕЛ    | ИТА    | СИН    | ЯПО    | РОС      | США    | БРА    | АБУ 17 | 23    | 0    |
| 2015  | Manor Marussia F1 Team | Marussia MR03B | Ferrari 059/3 1.6 V6 t          | P | АВС НТР | МАЛ НС | БАХ 15 | КИТ 16 | ИСП 17 | МОН 17 | КАН 17 | АВТ Сход | ВЕЛ 13 | ВЕН 16 | БЕЛ 16 | ИТА 15 | СИН 15 | ЯПО 19 | РОС 14 | США Сход | МЕК 16 | БРА 17 | АБУ 18 | 20    | 0    |